# Carlo Livi
Carlo Livi (Prato, 8 settembre 1823 – Livorno, 4 giugno 1877) è stato un fisiologo e psichiatra italiano di grande influenza anche nel campo dello studio della freniatria e dell’indagine positiva morfologica.

## Biografia
Nacque a Prato (Italia) l'8 sett. 1823 da Rosa Cipriani e Giovanni, di Gabriello Livi, un fornaio.

### La formazione e l'esperienza politica
Nonostante le umili origini, ricevette un’ottima istruzione frequentando il prestigioso Collego Cicognini di Prato e seguendo le lezioni di Atto Vannucci e Giuseppe Arcangeli, grandi patrioti. Frequentò anche il seminario arcivescovile di Prato di Mons. Giovanni Pierallini, per 4 anni. Si iscrisse alla facoltà di medicina dell'Università di Pisa. Nel 1848, giunto all'ultimo anno di Medicina, allo scoppio dei moti antecedenti alla Prima guerra d'indipendenza, si dedicò agli ideali patriottici e fu tra i primi studenti ad arruolarsi nel Battaglione universitario toscano, prendendo anche parte alla battaglia di Curtatone e Montanara. Fallito il tentativo, tornò a Pisa, dove si laureò, per poi recarsi a Firenze, per specializzarsi in psichiatria presso l'Istituto di studi superiori e di perfezionamento di Firenze, compiendo il tirocinio pratico presso Maurizio Bufalini.

### L’esperienza politica
Nato in un contesto occupato dalle questioni politiche che stavano per scuotere la Toscana e l’Italia, documentò il tutto tramite quaderni (nominati “Zibaldone” o “Sunti di lettura”), per contribuire alla comprensione di fenomeni che caratterizzarono il Risorgimento. Tali documenti iniziano intorno al 1844, poco prima del biennio rivoluzionario fino alla sconfitta nel campo di battaglia di Curtatone e Montanara del 29 maggio 1848. Fu variamente definito come neoguelfo, moderato, patriota e a volte anche fondatore della Giovine Italia nella città di Prato, dove frequentò numerosi salotti fino alla vigilia della guerra del ’48, confrontandosi con opinioni diverse circa il bene comune della patria e poter imparare dalla generazione di patrioti precedente, derivate dall’influenza Mazziniana degli anni ’30.
L'ambiente moderato della cittadina universitaria condizionò il suo pensiero politico, influenzato anche dalla ritrosia verso il clero intransigente e moralmente corrotto, soprattutto riguardo l’educazione scolastica, per la quale Livi si soffermò sulle proteste degli scolari e alla petizione per impedire che a Pisa fosse istituito un collegio per l’educazione femminile gestito dalle suore.

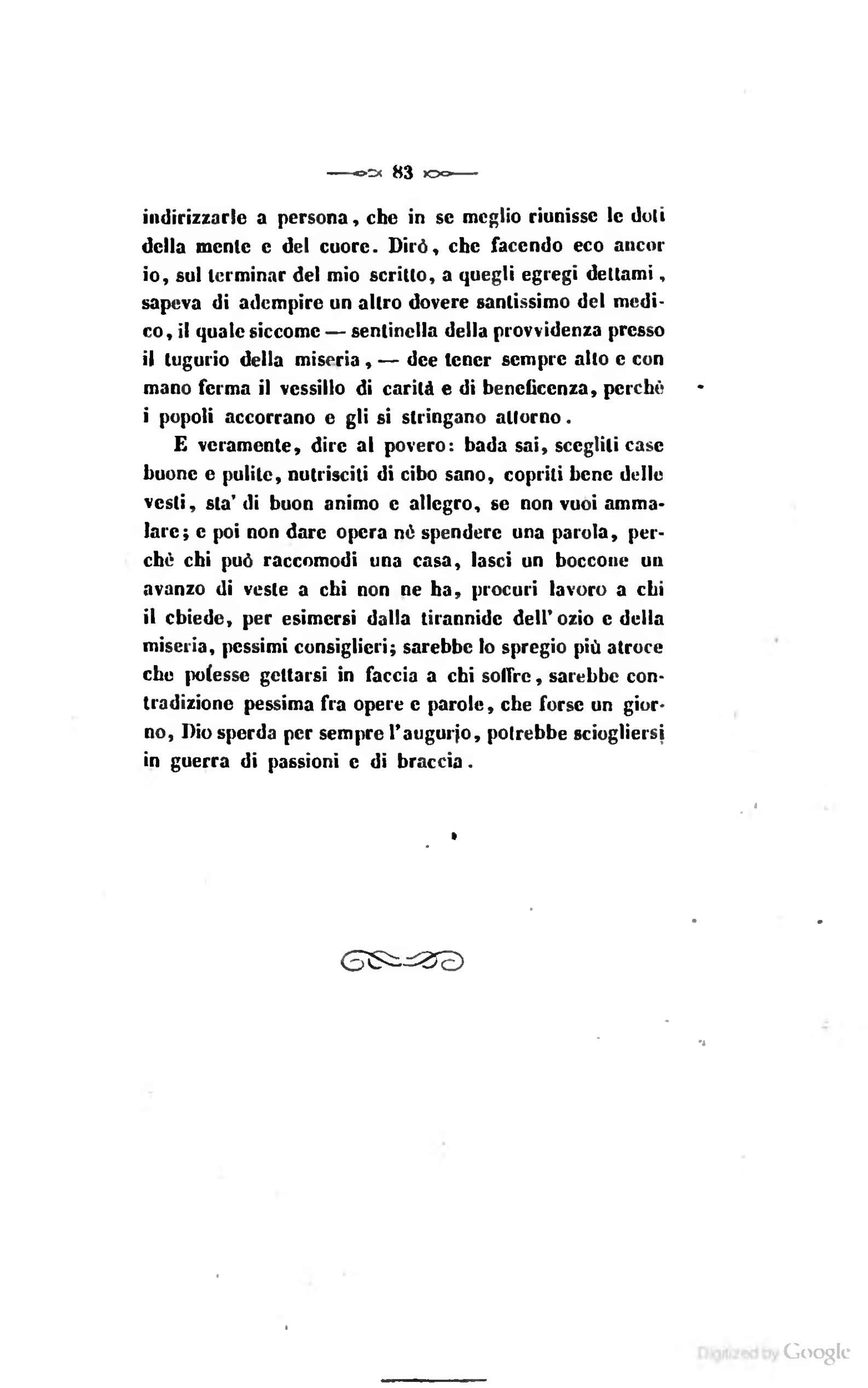
Pagina dal libro “Il cholera in Barberino di Mugello, raccontato dal D. Carlo Livi di Prato” - 1855.

### Gli incarichi e le opere principali
Nel 1855, iniziata la professione, durante il colera, fu invitato a lavorare presso Barberino di Mugello, da cui ricavò un’importante studio del contesto colerico ne Il cholera in Barberino di Mugello. Nel 1858 fu nominato direttore del manicomio di San Niccolò di Siena dalla Confraternita dei disciplinati di Siena e professore di medicina legale e d’igiene, mentre nel 1873 accettò la direzione del grande ospedale psichiatrico S. Lazzaro di Reggio Emilia, che organizzò come centro scientifico per gli studi di psichiatria.
Nel 1875 fondò la Rivista sperimentale di freniatria e di medicina legale, insieme ai suoi allievi Enrico Morselli e Augusto Tamburini, così da conferire alla psichiatria un prestigio che avrebbe potuto raggiungere grazie alla collaborazione con le discipline giuridiche e antropologiche.

### Lo studio sulla Freniatria
All’epoca in cui Livi cominciò il suo percorso formativo aveva adottato, indirizzato da Puccinotti e Bufalini, i principi di un metodo scientifico che lo avrebbe guidato anche nell'affrontare i problemi sociali e nella salda difesa delle scienze mediche dal riduzionismo materialistico. Il fine del medico doveva, quindi, essere la ricerca di un punto d’incontro tra lo studio della materia, il culto dell’idea e dell’arte. Studio e sperimentalismo avevano lo scopo di verificare l’ipotesi che secondo Livi  "è uno strumento, è una chiave per raggiungere la verità, non è la verità: è un mezzo che può mutarsi quando non fa buona buona prova, non è il fine che sta immutabile eterno ad aspettare chi lo raggiunga".
Livi pose la sua attenzione sui sintomi della malattia e sui fenomeni fisici e psichici che essa mostrava, teorizzando il fatto che la necessità dello psichiatra era quella di studiare l’uomo fisico e morale insieme. Livi nella sua intera vita pubblicò soltanto uno scritto di anatomia patologica "Anatomia Patologica della paralisi progressiva”, in cui propose una classificazione delle malattie mentali distinguendo quattro facoltà dell’anima: sensitiva o percettiva, affettiva, conoscitiva e volitiva, ossia il libero arbitrio, e teorizzò che la pazzia fosse sempre causata dalla lesione di una sola o più di esse.
Nel primo caso si aveva la monomania, o monofrenia, nel secondo le polifrenie, forme complesse, che potevano essere di tipo maniacale, ossia le iperfrenie, o di tipo demenziale, le afrenie. In posizione intermedia si collocava la lipemania, causata da esaltamento di un affetto, ma che tendeva anche all’annullamento. Livi scelse di usare la radice greca fren al posto di psiche per sottolineare la natura patologica della malattia mentale e ricavare da questa la parola “frenopatia”, da cui derivano le parole monofrenie, polifrenie, iperfrenie, afrenie.

#### La Società Italiana di Freniatria
La carriera di Livi come psichiatra presso il manicomio San Niccolò di Siena iniziò nel 1862 e terminò nel 1873. Dopo la sua elezione alla direzione medica cominciò a stringere rapporti personali con altri alienisti tra cui Andrea Verga e Biagio Miraglia. La proposta di Livi di affermare un giornale di psichiatria non era nuova, infatti lo stesso Verga nella prefazione all’Appendice psichiatrica affermava che la rivista avrebbe dovuto essere un mezzo di avvicinamento tra gli alienisti sparsi per l’Italia.
Il Congresso degli Scienziati Italiani del 1862 vide il debutto di Livi all’interno della comunità degli alienisti e il concretizzarsi di alcuni pensieri comuni. Nel 1864 Verga e Castiglioni fondarono il periodico indipendente “Archivio Italiano per le malattie nervose” e la collaborazione di Livi a questo si concretizzò nello scritto “Frenologia Forense”, che apparve sul periodico dal 1864 al 1868. Lo scopo del giornale era quello di diffondere la psichiatria all’interno delle facoltà mediche. Alla creazione della Società Italiana di Freniatria si sarebbe arrivati solo nel 1873.

### Istituto senese San Niccolò
Durante gli anni di direzione al San Niccolò di Siena, Livi apportò significative novità con lo scopo di renderlo un luogo di eccellenza per la cura morale e per le malattie nervose. Come prima cosa Livi stilò una lista con le varie modifiche da apportare: in primis si trovava la separazione assoluta dei sessi all’interno dell’istituto. Ovviamente la separazione riguardava anche i vari tipi di malattie e i diversi tipi di trattamenti ed esigenze. Vennero costruiti, quindi, dei padiglioni separati con al centro i locali destinati alla cucina, uffici, lavanderia e cappella ai cui lati si estendevano i due compartimenti maschile e femminile, la cosiddetta struttura “a ventaglio”. La figura del medico sempre presente poteva essere garantita dall’abitazione all’interno dell’istituto. Livi inoltre propose anche la creazione di una colonia a poca distanza dal manicomio, in cui poter inviare i malati a svolgere i lavori campestri accompagnati da un cuoco e un sorvegliante. Per la cura morale erano poi necessari sale di ricreazione, di visita e scuole. Livi organizzò il San Niccolò come un villaggio articolato in padiglioni destinati allo svolgimento di vari lavori: cucitura e rammendo, falegnameria, lavanderia, lavori agricoli che servivano, oltre allo scopo terapeutico, anche a rendere l'Istituto autonomo dalle risorse finanziarie della Compagnia. L’istituto non avrebbe dovuto accogliere solo malati poveri, ma anche pazienti agiati. L’unico compromesso che Livi dovette accettare fu quello di mantenere la posizione all’interno delle mura cittadine. 
La costruzione si sarebbe dovuta compiere man mano, con un prestito, ma i termini fissati dal direttore non vennero rispettati. Il progetto fu iniziato dall’architetto Rossi, ma non vide una fine e dopo poco Rossi morì. Nel 1866 fece visita al San Niccolò l’architetto Azzurri con il quale Livi progettò un edificio che rispondesse ai dettami scientifici vigenti. Nel 1870 si dette avvio ai lavori, ma per problemi economici si arrestarono nuovamente. Si propose al comune il modo di ottenere un prestito dal Monte dei Paschi di Siena, quindi in un certo senso i lavori del manicomio erano stati avviati.

#### Metodi di cura
Mentre per le modifiche strutturali dell’istituto San Niccolò Livi dovette aspettare diversi anni, invece i cambiamenti relativi alla cura del paziente furono subito messi in atto. La cura della follia richiedeva due parti: la cura somatica e la cura morale e igienica combinate tra di loro per ristabilire un equilibrio psico-fisico. Molto importante era dunque conoscere la storia di un paziente, il suo vissuto per capire da dove potesse derivare la pazzia, analizzando anche l’ambiente sociale nel quale viveva. Livi insistette sulla necessità della “modula” informativa, un documento compilato da un medico, che accompagnava il paziente all’ingresso e avrebbe dovuto indagare sulle cause fisiche e morali della malattia e la possibile ereditarietà.
Livi non credeva né in un trattamento puramente fisico né in quello totalmente psicologico. Il metodo di cura fisico più efficace era quello della revulsione insistente dell’organo che è sede della condizione morbosa, necessaria a provocare uno stato infiammatorio che stimolasse il corpo ad espellere il morbo. Le cartelle cliniche testimoniano l’uso di salassi, sanguisughe, emetici e purgativi. Altri importanti elementi di cura fisica erano i bagni freddi per calmare l’agitazione, tiepidi e prolungati per riattivare la circolazione sanguigna periferica. La cura con il bromuro apparve nelle pagine dell’Archivio Italiano nel 1864 e fu usato come anticonvulsivo, grazie alle proprietà di inibizione del sistema nervoso motorio e sui nervi spinali. Più tardi nel 1869 si diffuse l’uso del cloralio, un sedativo migliore della morfina.
La cura morale fu ampiamente usata all’interno del San Niccolò e secondo Livi richiedeva una grande capacità da parte del medico. Molto importante per Livi era anche il concetto di disciplina sia per i malati che per il personale, che era imposta anche attraverso il lavoro visto come una vera e propria terapia per eliminare l'inattività e per inculcare nei pazienti il senso del dovere e lo spirito di comunità. Al San Niccolò oltre alla cura del lavoro, si svolgevano attività ricreative e anche feste volte a rompere l’isolamento del manicomio rispetto alla città, si usciva e si godeva dei permessi domiciliari e degli incontri con le famiglie che potevano essere accolti o meno dal medico. Si puntava dunque sulla guarigione sociale.

### La morte e il ricordo a Prato e Reggio Emilia
Il 4 Giugno 1877 a Livorno, dove si era recato in veste di perito a un processo, fu colpito da ictus e morì. Data la sua influenza sia in campo medico sia in politica, gli furono dedicati postumi il liceo scientifico e linguistico di Prato e la biblioteca scientifica dell'ex-ospedale psichiatrico San Lazzaro di Reggio Emilia.

## Medicina Sociale
Nel XIX secolo la tisi tubercolare si impose in maniera sempre più inquietante, raggiungendo il picco di mortalità tra gli anni Settanta e Ottanta e diventando la piaga del secolo. Livi esercitó in una fase in cui la natura contagiosa tardava ad affermarsi, prima della scoperta del bacillo di Koch nel 1882. I medici si appellavano alle spiegazioni ereditarie e alle condizioni igieniche accidentali per chiarirne l’origine e ancora meno utili erano i rimedi usati (fumigazioni, mercuriali, olio di merluzzo). Livi fu un sostenitore della climato e balneoterapia. Infatti presentó anche una sintesi dell’opera di E. Gilchrist “Dell’utilità de ’viaggi in mare per la cura di certe malattie a specialmente della tise”, uscita in Gran Bretagna nel 1857. Entusiasmato dalla guarigione del fratello Giuseppe dopo un soggiorno marino a Madeira, lo comunicava al maestro Puccinotti. Sul finire del XVIII secolo la pratica si era diffusa nel continente.
Laennec, uno dei massimi esperti ed inventore dell'auscultazione, riteneva il rimedio di un clima dolce, vicino al mare e della navigazione, tra le cure più efficaci. La causa principale a determinare la diffusione del morbo erano le case insalubri e Livi ebbe modo di occuparsi della questione sociale in una lezione dedicata alla scrofola infantile a Siena dove spiega il problema delle abitazioni delle classi popolari. Propose, quindi, di formare un comitato per gli Ospizi marini, su idea del dott. Barellai. Sorsero in breve diversi Ospizi: a Viareggio, Voltri, Livorno, Sestri Levante. In seguito le iniziative si diffusero in tutto il centro-nord. Erano attivi dieci Ospizi con seicento posti letto, dove i bambini malati potevano soggiornare per un mese o più, traendone evidente beneficio ed ottenendo risultati incoraggianti.

## La frenologia forense
La medicina forense come dottrina si era affermata tra il XVI e il XVII secolo. In seguito il medico legale acquistò un ruolo decisivo nell'indagine giudiziaria. In Italia alla fine del 700 si instituì la prima cattedra di medicina legale. Nel 1859 Livi insegnò Medicina legale a Siena agli studenti di giurisprudenza. La Frenologia forense si andava invece sviluppando come branca specializzata. Ogni trattato di medicina legale racchiudeva infatti una parte dedicata alle malattie mentali. Livi fino alla metà degli anni Settanta, era la massima autorità in campo frenologico forense. Oltre ad un suo trattato, “l’Archivio per le malattie nervose”, pubblicò molte sue perizie. Secondo Livi, l’Igiene e la medicina legale erano strettamente collegate e l’Antropologia faceva da ponte tra le due discipline. Nelle perizie, era utile esprimere una diagnosi accurata con metodo rigoroso. Così giudice e giuria, potevano comprendere come il medico fosse giunto alle conclusioni e capire quale fosse la facoltà la cui lesione morbosa aveva dato origine all’azione che richiedeva l’intervento legislativo. La perizia era quindi in primo luogo un lavoro di fine ricerca del freniatra e solo del freniatra.
Il metodo di Livi si caratterizzava per una attenzione maniacale verso l’esaminato. Piuttosto che parlare di “esami", Livi divideva i vari momenti della diagnosi in “argomenti”: quello fenomenico, quello etiologico, quello patologico e quello giuridico. In quanto al primo, si trattava di trovare tutti quei segni fisici e psichici della malattia. Fra i sintomi psichici e quelli somatici o fisici veri e propri c'era il fenomeno della fisionomia. Infatti, i disordini corporali e psichici si riflettevano nella faccia, nel gesto, nel portamento. Pur tenendo presente le teorie somatiche, Livi preferì continuare a emettere i giudizi sulla base dei sintomi psichici e dell’eziologia. Se per Livi essere un freniatra significava stare dalla parte dell’organicismo, inteso come malattia dell’organo cerebrale, non poteva tralasciare di essere un medico che doveva esaminare il corpo del paziente. Inoltre importante era l’eziologia della malattia. In tal senso rilevante era l'eredità.

## Opere principali
- Il cholera in Barberino di Mugello, raccontato dal D. Carlo Livi di Prato, Prato, Co' tipi dell'Aldina, 1855.
- Viaggio scientifico a'manicomi d'Italia, ricordi e studi, Firenze, Tipografia di Niccola Fabbrini, 1860.
- Contro la pena di morte: ragioni fisiologiche e patologiche: discorsi due letti nella R. Accademia de' Fisiocritici dal socio Carlo Livi, Siena, Tipografia di A. Mucci, 1862.
- Relazione del Manicomio di San Niccolò di Siena e cenni statistici del triennio MDCCCLIX-LXI. Di Carlo Livi medico soprintendente e professore di medicina legale e tossicologia nella R. Università Sanese, Siena, Tip. Nel R. Istituto dei sordo-muti, 1862.
- La vite, l'acquavite e la vita dell'operaio: lettura fatta nella Gran sala dell'Università di Siena la sera del 14 gennaio 1868  Milano, E. Treves, 1868.
- La scrofola e gli ospizii marini: lettura fatta nella Gran Sala della R. Università di Siena, Firenze, Editori della Scienza del popolo, 1868.
- Frenologia forense, ovvero Delle frenopatie considerate relativamente alla medicina legale, Milano, G. Chiusi, 1868.
- Studi di notomia patologica, in “Archivio italiano per le malattie nervose”, 1872.
- Del metodo sperimentale in freniatria e medicina legale. Discorso che potrebbe servire a uso di programma, in ”Rivista Sperimentale di Freniatria", pp 1–10, a. I, 1875.
- Anatomia patologica della paralisi progressiva, in “Rivista Sperimentale di Freniatria e medicina legale”, I/ 1, 29-47; I/3, 163-176; I/6, 289-305, 1875.